# Vomar
Die Vomar Voordeelmarkt B.V. ist ein niederländisches Einzelhandelsunternehmen, das unter dem Namen Vomar Supermärkte betreibt. Die Märkte positionieren sich als Qualitätsdiscounter. Preislich sind sie mit einem Discounter, von der Anzahl angebotener Waren sowie der Tiefe der einzelne Sortimente jedoch eher mit einem Vollsortimenter vergleichbar. Vomar ist ein Akronym aus Voordeel (dt. Vorteil) und Markt. Das Unternehmen, das Mitglied der Einkaufsgemeinschaft Superunie ist, hat seinen Sitz in Alkmaar.

## Geschichte

### Anfänge und Beginn der Expansion (1968–2014)

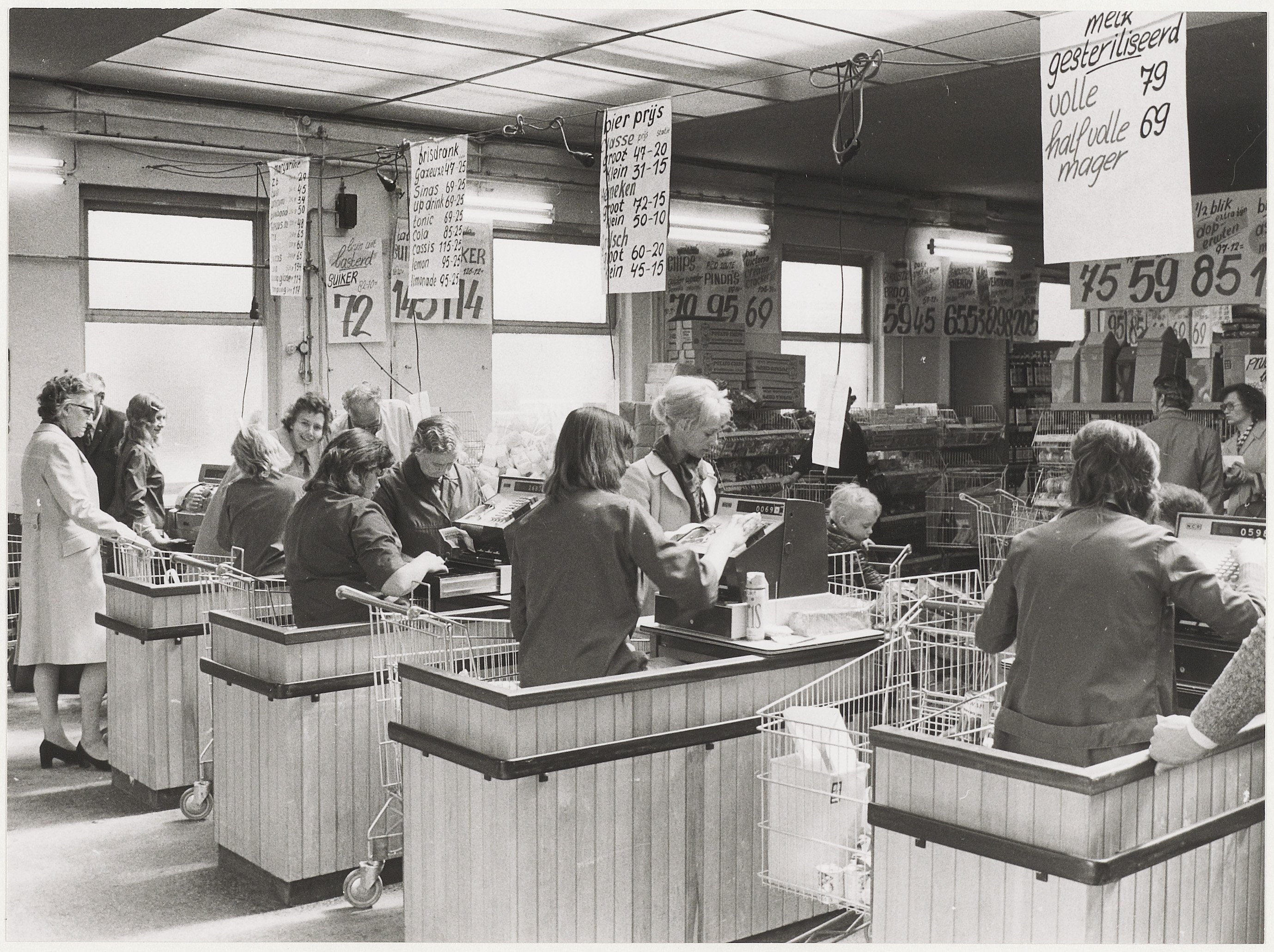
Kassenbereich einer Vomar-Filiale in Haarlem, etwa 1974 bis 1976

Die Ursprünge des Unternehmens liegen im Jahr 1968. Die Familie Zwanenburg eröffnete am 10. September 1968 ihren ersten Supermarkt. An der Unternehmensgründung waren Cees Zwanenburg und sein Vater beteiligt. Der Sprung über den Nordseekanal konnte 1975 vollzogen werden. Bis zur Spitze Nordhollands, in Broek op Langedijk, dauerte es nur sechs weitere Jahre. Anfang 2006 übernahm man in Nordholland acht Filialen von Super de Boer. Den Meilenstein von 50. Filiale erreichte man mit der im April 2006 erfolgten Eröffnung in Heemskerk. Durch ein verheerendes Feuer wurde der Markt in der Heimanstraat in Zaandam am Nachmittag des 16. Dezember 2009 komplett zerstört. Durch eine Angleichung wurde bis Mai 2010 das Erscheinungsbild Vomars vereinheitlicht. Zuvor bestanden sechs verschiedene Logos, die sich je nach Benutzung (z. B. auf der Arbeitskleidung, dem LKW-Fuhrpark oder den Fassaden der Märkte) unterschieden. Ende Juli 2011 bestand das Filialnetz aus 56 Standorten.

### Neues, rotes Ladendesign (2015–2020)

Vorheriges Vomar-Logo, zuletzt im Juli 2017 im Einsatz

Mit der Umstellung des Marktes in Julianadorp auf ein neues, rotes Ladendesign wurde im April 2015 die Operation Rood (dt. Rot) gestartet. Ziel war eine Umsatzsteigerung, durch einen verstärkten Fokus auf eine aggressivere Preispolitik als bisher. Beim Umbau entfielen so auch die Bedientheken. Zwei weitere Testfilialen eröffneten Anfang Juni 2015 in Amsterdam. Der Umsatz der drei Testfilialen erhöhte in Folge bis Ende Juli 2015 um mehr als 10 Prozent. Anfang Januar 2016 waren bereits sieben Filialen umgestellt worden. Zum 31. März 2016 schloss der sich in Almere befindliche Boni-Standort und wurde am 13. April 2016 als Vomar wiedereröffnet. Zwischen Ende August und Ende Oktober 2016 installierte man auf dem Dach des Verteilzentrums in Alkmaar, aus dem alle Filialen beliefert werden, mehr als 4.000 Solarmodule. Die Kosten für die Module, die eine Fläche von 18.000 m² umfassen, beliefen sich auf 1,3 Millionen Euro. Bis September 2016 wurden bereits 22 Märkte auf das neue Design umgestellt. Der Umbau aller Filialen wurde bis Anfang Juli 2017 abgeschlossen. Die Kosten für die Designumstellung beliefen sich auf rund 50 Millionen Euro. Mit Vomar, jouw super...supermarkt (dt.: Vomar, Ihr super...Supermarkt) führte man Ende September 2017 einen neuen Slogan ein. Das Geschäftsjahr 2017 konnte mit einem Umsatz von 574 Millionen Euro abgeschlossen worden. 2018 beschäftigte man 6.073 Mitarbeiter und betrieb 64 Filialen. Seit 2019 nimmt man am Programm Too Good To Go teil. Seine 70. Filiale konnte das Unternehmen am 1. Juli 2020 in IJmuiden feierlich eröffnen.

### Weiteres, schnelles Wachstum (2021–)

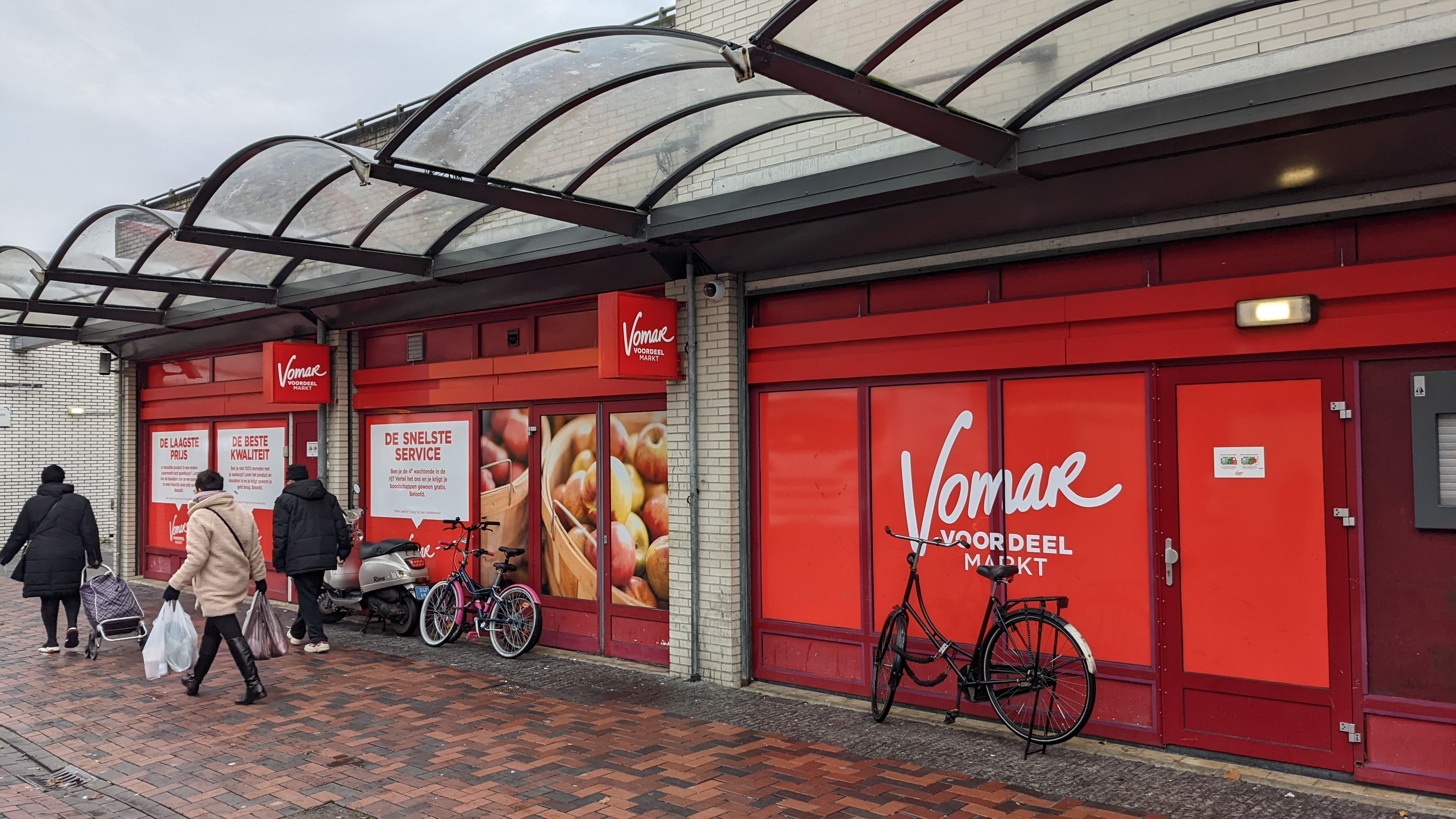
Eine Vomar-Filiale in Amsterdam-Zuidoost im Jahr 2021

Mitte Februar 2021 gab Deen Supermarkten den Verkauf aller 80 bestehenden Märkte bekannt. Käufer war ein Konsortium, bestehend aus Albert Heijn, Dekamarkt und Vomar. Albert Heijn übernahm 38 Standorte, Dekamarkt 19, während sich Vomar 23 Filialen sichern konnte. Die Autoriteit Consument en Markt genehmigte den Verkauf am 12. Juli 2021. Die Umflaggung der Standorte begann im September 2021, nachdem die Transaktion am 12. September 2021 offiziell abgeschlossen wurde. Als erster Vomar-Markt konnte am 22. September 2021 die Filiale in Zuid-Scharwoude neueröffnet werden. Unter den übernommenen Märkten war auch ein Standort in Enkhuizen. Dieser war mit der Eröffnung am 7. Oktober 2021 der landesweit 75. Markt Vomars. Am 22. November 2021 um 16:00 Uhr schloss der letzte Deen-Supermarkt. Der in Heemskerk befindliche Markt flaggte ebenfalls auf Vomar um. Im Jahr 2022 belief sich die Zahl der Beschäftigten auf mehr als 10.000 Menschen, davon rund 52 Prozent Frauen. Insgesamt sind 65 verschiedene Nationalitäten vertreten. Markt Nr. 95 konnte Ende Oktober 2022 in Heerhugowaard eröffnet werden. Das gleiche Jahr war man erneut die am schnellsten wachsende Supermarktkette des Landes, das sechste Mal in Folge. Die Umsatzsteigerung belief sich auf 30 Prozent. Der geplante Einbau von SB-Kassen wurde nach einer wachsenden Zahl von Ladendiebstählen ab Februar 2023 verlangsamt angegangen.

## Handelsmarken
Unter dem Namen Vomar's Favorieten bietet die Kette eine Handelsmarke in zehn ausgewählte Sortiment, u. a. Pizzen, fertige Mahlzeiten für den Backofen oder verschiedene Brot-, Fleisch- und Wurstwaren. Darüber hinaus bezieht man u. a. die Marke G'woon (Eigenschreibweise: g'woon) sowie weitere Handelsmarken, die auch von anderen Superunie-Mitgliedern genutzt werden bzw. werden können.

## Kritik
Im Januar 2005 entließ das Unternehmen die 19-jährige Mariska Louman. Louman arbeitete in einem Vomar-Markt in Purmerend als Kassiererin. Die Betroffene wandte sich an die damalige niederländische Gleichbehandlungskommission, die ihr Recht gab. Eine zuvor laufende Kampagne rund um das Thema Abnehmen musste im Juni 2006 beendet werden. Vomar nutzte dabei den Namen der niederländischen Diätberaterin Sonja Bakker, jedoch ohne ihre Einwilligung. Die Verbraucherschutzorganisation Foodwatch deckte im Sommer 2023 auf, dass mehrere Supermarktketten, darunter Vomar, gegen das seit 2020 in den Niederlanden bestehende Werbeverbot, mit aus Film und Fernsehen bekannten Kinderidolen Lebensmittelverpackungen zu versehen, verstießen. Obwohl am 26. Juli 2023 alle betroffenen Unternehmen über die Vorwürfe informiert wurden, wurden im August 2023 ein weiterer Verstoß gesichtet.

## Sonstiges
Vomar tritt seit der Saison 2023/2024 als Hauptsponsor von sieben Jugendmannschaften verschiedener Fußballvereine auf, darunter der AZ Alkmaar und der Koninklijke HFC.